# Saprosites sulciceps
Saprosites sulciceps är en skalbaggsart som beskrevs av Riccardo Pittino 2008. Saprosites sulciceps ingår i släktet Saprosites och familjen Aphodiidae. Inga underarter finns listade i Catalogue of Life.